# Hýskov
Hýskov (en allemand : Hiskau) est une commune du district de Beroun, dans la région de Bohême-Centrale, en République tchèque. Sa population s'élevait à 1 951 habitants en 2020.

## Géographie
Hýskov est arrosée par la Berounka, un affluent de la Vltava, et se trouve à 4 km au nord-ouest de Beroun et à 30 km à l'ouest-sud-ouest du centre de Prague.
La commune est limitée par Chyňava au nord, par Železná à l'est, par Beroun au sud-est et au sud, et par Nižbor à l'ouest.

## Histoire
La première mention écrite de la localité date de 1088.

## Personnalité
- František Nepil (1929-1995), écrivain, y est né.